# Karl-Heinz Kurras

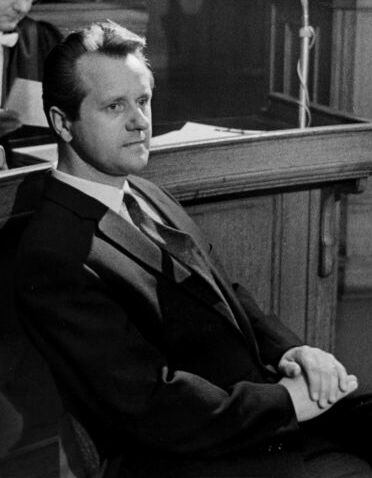
Karl-Heinz Kurras als Angeklagter vor Gericht (1967)

Karl-Heinz Kurras, Pseudonym Otto Bohl (* 1. Dezember 1927 in Barten, Ostpreußen; † 16. Dezember 2014 in Berlin), war ein deutscher, in West-Berlin tätiger Polizeibeamter. Er war von 1955 bis mindestens 1967 auch Inoffizieller Mitarbeiter (IM) des Ministeriums für Staatssicherheit (MfS) der DDR. Ab 1964 war er zudem gleichzeitig Mitglied der Sozialdemokratischen Partei Deutschlands (SPD) und der Sozialistischen Einheitspartei Deutschlands (SED).
Bei einem Polizeieinsatz während der Demonstration am 2. Juni 1967 in West-Berlin tötete der damalige Kriminalobermeister Kurras den FU-Studenten Benno Ohnesorg mit seiner Dienstwaffe durch einen gezielten Schuss in den Hinterkopf. In den folgenden Strafprozessen wurde Kurras trotz Widerlegung der behaupteten Notwehrsituation vom Verdacht der fahrlässigen Tötung freigesprochen. Dies trug erheblich zur Radikalisierung der westdeutschen Studentenbewegung bei. Auch die später gegründeten linken Terrorgruppen Rote Armee Fraktion und Bewegung 2. Juni bezogen sich auf diese Tat.
Kurras’ erst im Mai 2009 bekannt gewordene IM-Tätigkeit löste neue staatsanwaltliche Ermittlungen zum Todesschuss und eine Debatte über dessen Ursachen und Folgen aus. Es fanden sich keine Anhaltspunkte für einen Mordauftrag des MfS, aber neue Indizien dafür, dass Kurras unbedrängt und gezielt Ohnesorg aus kurzer Distanz erschossen hatte und dabei von umstehenden Polizisten und seinem Vorgesetzten beobachtet worden war. Die Beweislage wurde jedoch nicht als ausreichend zur Wiederaufnahme seines Prozesses angesehen; die Ermittlungen zum Mordverdacht wurden im November 2011 eingestellt. Kurras zeigte niemals Reue, sondern hielt bis zu seinem Tod 2014 an der widerlegten Version fest, er habe in einer für ihn bedrohlichen Kampfsituation geschossen.

## Jugend und Ausbildung
Karl-Heinz Kurras wurde als Sohn eines Polizeibeamten in Ostpreußen geboren. Sein Vater fiel als Soldat der Wehrmacht im Zweiten Weltkrieg. Kurras besuchte die Oberschule und meldete sich 1944 – wie die meisten seines Jahrgangs nach dem Notabitur – als Freiwilliger zum Kriegsdienst. Er wurde verwundet und war bei Kriegsende als Soldat in Berlin. Dort begann er eine Verwaltungslehre.

## Haft in der sowjetischen Besatzungszone
Im Dezember 1946 nahm die sowjetische Geheimpolizei MWD Kurras wegen illegalen Waffenbesitzes fest. Dabei wurden seine Personalien und Parteimitgliedschaft festgestellt, überprüft und in sowjetischen Militärakten festgehalten. Deren Angaben erkennen Historiker als zuverlässig an. Am 9. Januar 1947 verurteilte ein sowjetisches Militärtribunal in Berlin Kurras nach Artikel 58, Absatz 14 des Strafgesetzbuchs der RSFSR („Konterrevolutionäre Sabotage“, hier: „Nichterfüllung einer Verpflichtung“, nämlich des Waffenverbots) wegen der „Absicht, die Macht der Regierung und das Funktionieren des Staatsapparats zu erschüttern“, zu zehn Jahren Straflager. Infolgedessen büßte Kurras seine SED-Mitgliedschaft ein. Er war im Speziallager Nr. 7 Sachsenhausen inhaftiert. Nach seinem späteren Lebenslauf für das MfS verwendete der Lagerkommandant ihn bis zu seiner Entlassung als „Helfer für persönliche Dienste“. Bei der Auflösung der Speziallager im Februar 1950 gehörte er zu den freigelassenen Verurteilten.
Der Historiker Sven Felix Kellerhoff vermutete am 26. Mai 2009 aufgrund sowjetischer Akten, Kurras könne in seiner Haftzeit von 1946 bis 1949 als Spitzel gegen Mitgefangene eingesetzt worden sein. Dies könne auch seine vorzeitige Entlassung und spätere Mitarbeit beim MfS erklären. Gewissheit darüber könnten nur weitere Aktenfunde geben.

## MfS-Spitzel in West-Berlin
Im März 1950 trat Kurras in den Dienst der West-Berliner Polizei und war als Polizeimeister im Bezirk Charlottenburg tätig. Er wurde im September 1966 Kriminalobermeister und zuvor mit einer Ausbildung bei der Sicherungsgruppe des Bundeskriminalamts (BKA) in Bonn ausgezeichnet.
Im Frühjahr 1955 meldete ein Kollege bei der West-Berliner Polizei, Kurras sympathisiere mit der KPD. Am 19. April 1955 meldete sich dieser daraufhin im Gebäude des Zentralkomitees der SED in Ost-Berlin und teilte einem MfS-Vertreter seinen Wunsch mit, in der DDR zu leben und bei der Volkspolizei zu arbeiten. Er habe erkannt, dass er als „Angehöriger der Stumm-Polizei keiner guten Sache diene“, und sich entschlossen, seine „Arbeitskraft dem Friedenslager zur Verfügung zu stellen“. Sein Gesprächspartner überzeugte ihn in „einer gründlichen Aussprache“ davon, bei der West-Berliner Polizei zu bleiben und dort als „Inoffizieller Mitarbeiter“ für das MfS zu wirken. Am 26. April 1955 unterschrieb Kurras seine Verpflichtungserklärung.
Fortan war er als Agent der Abteilung IV der Verwaltung Groß-Berlin der Staatssicherheit unter dem selbstgewählten Decknamen „Otto Bohl“ in der West-Berliner Polizei tätig. Dort sollte er in deren Abteilung I eindringen, in der nach den Historikern Helmut Müller-Enbergs und Cornelia Jabs „alle Fäden in Sachen Staatssicherheit, Spionage und Überläufer in West-Berlin zusammenliefen, die auch mit dem Landesamt für Verfassungsschutz und den alliierten Sicherheitsoffizieren kooperierte“.
Sein Führungsoffizier in Ost-Berlin war später Werner Eiserbeck von der für die West-Berliner Polizei zuständigen „Linie VII“ des MfS. Als Kurier diente bis 1965 Charlotte Müller, die als kommunistische Widerstandskämpferin im KZ Ravensbrück inhaftiert gewesen war. Mit ihr traf sich Kurras regelmäßig im „Schleusenkrug“ im West-Berliner Tiergarten. 1956 fanden 40 Treffen in einer „konspirativen Wohnung“ in Ost-Berlin statt, bei denen Kurras schriftliche Berichte für das MfS verfasste und manchmal Verschlusssachen zum sofortigen Kopieren mitbrachte. Am 10. Februar 1956 berichtete er über die laufenden Ermittlungen der West-Berliner Kriminalpolizei zu Robert Bialek, den das MfS am 4. Februar entführt hatte und der später unter ungeklärten Umständen starb. Kurz vor Errichtung der Berliner Mauer erhielt Kurras 1961 ein Funkgerät, mit dem er wöchentlich Aufträge entgegennahm und Berichte lieferte.
Kurras schrieb oder diktierte mindestens 152 Berichte über Interna aus der West-Berliner Polizei. Ferner gab er Kopien von Originalmaterialien an seinen Führungsoffizier weiter, darunter ein Decknamenverzeichnis der West-Berliner Polizei für deren Telefonverkehr und eine Kartei für zur Beförderung vorgesehene Polizisten. Er recherchierte auch für das MfS im West-Berliner Melderegister und der Autokennzeichen-Kartei. 1960 wurde Kurras zur West-Berliner Kriminalpolizei versetzt und berichtete nun Interna aus dem Landeskriminalamt, etwa über „personelle Probleme“ und polizeiliche Maßnahmen an der Berliner Mauer.
Am 15. Dezember 1962 beantragte er seine Aufnahme in die SED mit der Begründung, dass diese „mit ihrer Zielsetzung den wahren demokratischen Willen verkörpert, ein demokratisches Deutschland zu schaffen“. Bürgen waren seine Kurierin Müller und sein späterer Führungsoffizier. Am 16. Januar 1964 nahm ihn die SED nach erfolgreicher Kandidatenzeit auf. Zur Tarnung trat er fast zeitgleich in die West-Berliner SPD ein. Der SED-Parteiausweis von Kurras ist seit Januar 2020 in der Ausstellung des Deutschen Spionagemuseums in Berlin zu sehen.
Im Januar 1965 wurde Kurras in die Abteilung I für Staatsschutz der Kriminalpolizei in West-Berlin versetzt und arbeitete dort in einer Sonderermittlungsgruppe, die sich mit der „Suche nach Verrätern in den eigenen Reihen“ befasste, also MfS-Spitzel enttarnen sollte. In dieser Position musste er auch festgenommene MfS-Angehörige verhören. Deshalb aufgetretene Gewissensbisse zerstreute die Kurierin mit einem Hinweis auf das Vorbild Richard Sorge. Als eine Festgenommene Kurras gegenüber sofort geständig war und dabei den Decknamen seiner Kurierin nannte, bot er dem MfS an: Gebt mir den Auftrag, die würde ich umbringen, so eine Verräterin.
Das MfS stattete ihn mit einem Funkgerät und Abhörgeräten aus, mit denen er Vorgesetzte belauschte. Er erhielt auch eine Minikamera zum Fotografieren von Dokumenten, die er wegen seines Diensteifers mit Erlaubnis des Staatsschutzes in seine Wohnung mitnehmen durfte. Ferner war er für die Asservate und die Auswertung des abgehörten Stasi-Funkverkehrs zuständig.
Aus seiner Abteilung lieferte Kurras dem MfS etwa fünf Aktenordner mit Geheimdokumenten, darunter Listen der im Westen enttarnten und festgenommenen IMs sowie von Überläufern und Fluchthelfern. Darunter sind 24 Berichte über festgenommene Spione der Stasi mit Details über mindestens fünf „desertierte MfS-Angehörige“ wie den 22-jährigen West-Berliner Bernd Ohnesorge. Dieser hatte für das MfS spioniert, gestand dies aber im Januar 1967 dem britischen Geheimdienst, der darüber die West-Berliner Kriminalpolizei informierte. Kurras ermittelte gegen ihn und meldete ihn als Überläufer beim MfS. 1984 wurde Ohnesorge in der Volksrepublik Bulgarien als Spion der CIA verhaftet und wahrscheinlich wegen des Berichts von Kurras in einem geheimen Militärprozess zu 15 Jahren Zuchthaus in Stara Sagora verurteilt. 1987 beging er dort Selbstmord, indem er sich mit Reinigungsmitteln übergoss und selbst anzündete. Viele Details der Berichte Kurras’ über solche Überläufer wurden im MfS unkenntlich gemacht, so dass die daraus erwachsenen Schäden für andere Menschen nicht festzustellen sind.
Kurras erhielt monatlich langsam auf mehrere hundert DM ansteigende Geldbeträge, die sich bis 1967 auf knapp 20.000 DM summierten.
1965 verdächtigte die West-Berliner Kriminalpolizei Kurras und elf weitere Staatsschutz-Mitarbeiter, eine enttarnte Ost-Agentin vor ihrer geplanten Festnahme gewarnt zu haben. In der Geheimoperation „Abendrot“ überprüfte man ihr Alibi für den fraglichen Zeitraum, ohne dass sich der Verdacht gegen Kurras erhärtete. Dieser berichtete dem MfS über diesen Vorgang.

## Waffensammler und Sportschütze
Kurras wollte in der Nachkriegszeit eine Waffe aus Kriegstagen behalten: Das war 1946 der Anlass seiner Festnahme in der sowjetischen Besatzungszone. Er sammelte seit Beginn seiner Polizeikarriere Schusswaffen und galt deshalb als „Waffennarr“, der das Schießen täglich übte und dafür „alles getan hätte“. Er soll seinem 10-jährigen Sohn zum Geburtstag eine Waffe geschenkt haben. In West-Berlin gehörte er dem Polizeisportverein und dem Jagdverein an, verbrachte den Großteil seiner Freizeit auf dem Schießstand, gab bis zu 400 DM monatlich für Munition aus und war mehrere Jahre in Folge bester Schütze der West-Berliner Kriminalpolizei.
Er nutzte sein Zusatzgehalt vom MfS zur Finanzierung seines Hobbys und bat das MfS um bestimmte Pistolentypen für seine Privatsammlung. 1961 tauschte er mit dem MfS eine Waffe gegen eine andere aus, 1965 gab das MfS ihm Geld für den Kauf einer weiteren Waffe. In einer internen Bewertung vom 8./9. Juni 1967 bezeichnete das MfS ihn daher als „sehr verliebt in Waffen“ und als „fanatischen Anhänger des Schießsports.“ Er habe einen „übermäßigen Hang zu Waffen und Uniform“ und sei gleichzeitig disziplinlos: So habe er einem Kind eine Pistole geschenkt und nehme es „regelmäßig mit zu Schießübungen“.

## Die Erschießung Benno Ohnesorgs
Am 2. Juni 1967 war Kurras bei einer Demonstration gegen den Staatsbesuch des Schahs Mohammad Reza Pahlavi an der Deutschen Oper als ziviler „Greifer“ eingesetzt. Die monatelang vorbereitete Polizeimaßnahme sah vor, die Demonstranten auf engem Raum einzukesseln, dann von der Mitte her mit Schlagstöcken und berittener Polizei auseinanderzutreiben und an den Außenrändern mit Wasserwerfern zu empfangen. Als „Rädelsführer“ betrachtete Einzelpersonen sollten bei einer weiteren Aktionsphase, genannt „Füchse jagen“, verhaftet werden. Um diese ausfindig zu machen, wurden Polizisten in Zivilkleidung unter die Demonstranten gemischt; zu ihnen gehörte Kurras. Er trug als Dienstwaffe eine Pistole vom Typ Walther PPK, Kaliber 7,65 mm.
Entgegen der Weisung des Regierenden Bürgermeisters Heinrich Albertz begann die polizeiliche Auflösung der angemeldeten Versammlung erst während der Opernvorstellung und ohne den vorgeschriebenen Räumungsbefehl. Die Polizei verprügelte zuerst Einzelne, dann ganze Gruppen, auch am Boden Sitzende, mit Schlagstöcken und verfolgte Fliehende dann bis in Nebenstraßen und Hauseingänge hinein. Kurras und etwa zehn uniformierte Polizeibeamte stellten einige geflohene Demonstranten im Innenhof des Hauses Krumme Straße 66/67.
Ihnen folgte Benno Ohnesorg, um zu beobachten, was den Geflohenen geschehen würde. Als die Polizei einige der Anwesenden verprügelte und die übrigen hinaustrieb, wollte auch er den Innenhof verlassen. Dabei wurde er von drei Beamten im Polizeigriff festgehalten und verprügelt. In dieser Situation schoss Kurras um 20:30 Uhr Ohnesorg aus kurzer Distanz in den Hinterkopf. Mehrere wenige Meter entfernte Augenzeugen sahen das Mündungsfeuer in etwa 150 cm Höhe, hörten das Schussgeräusch und sahen Ohnesorg zu Boden fallen. Einige Zeugen hörten den Dialog eines Polizeikollegen mit Kurras:

„Bist du wahnsinnig, hier zu schießen?“ – „Die ist mir losgegangen.“

Auf Fotografien ist Kurras Sekunden vor und nach dem Schuss unbedrängt im sauberen Anzug erkennbar. Auf einer Tonbandaufnahme der Szene sind deutlich ein Schuss und danach der Befehl zu hören:

„Kurras, gleich nach hinten! Los! Schnell weg!“

Ohnesorg starb, nachdem Polizisten einem Mediziner das Leisten von Erster Hilfe für ihn verweigert hatten, wahrscheinlich beim Transport in ein West-Berliner Krankenhaus. Als Todesursache im Totenschein gab ein Arzt auf Weisung des Chefarztes eine „Schädelverletzung durch Gewalteinwirkung mit einem stumpfen Gegenstand“ an. Bei der Obduktion Ohnesorgs am folgenden Vormittag stellte der zuständige Arzt fest, dass man die tödliche Kugel im Gehirn belassen, jedoch das Schädelstück mit dem Einschussloch herausgesägt und die Haut darüber zugenäht hatte. Eine sofort eingeleitete Suche nach dem Schädelstück blieb ergebnislos.
Kurras durfte entgegen der damaligen Strafprozessordnung noch in der Nacht Ohnesorgs Leiche besichtigen. Im Blick auf die Hämatome des Getöteten erklärte er, dieser müsse angesichts der erhaltenen Prügel „ein ganz Schlimmer“ gewesen sein.

## Folgen

### Strafprozesse
In den ersten Tagen nach dem 2. Juni 1967 gab Kurras den Medien gegenüber drei verschiedene Tathergangsversionen an: einen Warnschuss, zwei Warnschüsse, einen Warnschuss und einen zweiten aus Versehen gelösten Schuss. Etwas später ergänzte er die Aussage, er sei am Boden liegend von einer Gruppe mit Messern bewaffneter Demonstranten angegriffen worden. Daran hielt er bis zu seinem Prozess fest. In einem Interview sagte er im Juli 1967:

„Wenn ich gezielt geschossen hätte, wie es meine Pflicht gewesen wäre, wären mindestens 18 Mann tot gewesen.“

Kurras wurde der fahrlässigen Tötung angeklagt, eine Anklage auf Mord oder Totschlag wurde nicht zugelassen. Für seine Verteidigung spendete die Gewerkschaft der Polizei 60.000 DM. Die Staatsanwaltschaft zog das Verfahren an sich, als die Kriminalpolizei die Kollegen von Kurras, die unmittelbare Zeugen und Beteiligte des Vorgangs im Innenhof der Krummen Straße gewesen waren, befragen wollte. Sie wurden im Hauptverfahren nicht mehr befragt und nicht als Zeugen zugelassen.
Am ersten Tag der Hauptverhandlung im November 1967 gab Kurras auch seine frühere Lagerhaft in Sachsenhausen an und stellte sie als Verfolgung wegen „antisowjetischer Propaganda“ dar. Zum Tathergang sagte er aus, er sei bei dem Versuch, einen „skrupellosen Rädelsführer“ festzunehmen, „plötzlich umringt worden […] von allen Seiten […]“: Das sei eine „gestellte Falle“ gewesen. „Das ist der Bulle, schlagt ihn tot“, habe er gehört. Dann sei er „von zehn oder elf Personen brutal niedergeschlagen worden“:

„Ich wurde körperlich mißhandelt, und ich bildete mir ein, daß ich nun genug gelitten hätte, und zog nun im Liegen meine Dienstpistole hervor […]“

Die Rückfrage, ob er auf dem Rücken gelegen oder gekniet habe, konnte er nicht beantworten. Auf die Frage nach einem Warnruf antwortete er:

„Meine Zunge war wie gelähmt […] nach den erhaltenen Schlägen.“

Er habe „Messerbewaffnete“ in „drohender Haltung“ gesehen. Daraufhin habe er einen oder zwei Warnschüsse abgegeben: Dabei habe sich der zweite Schuss „durch das Hinzutun der anderen gelöst“, die mit feststehenden Messern „auf eine ganz kurze Stechdistanz“ herangekommen seien.

„Als ich nun zu mir kam, was stellte ich da fest? Niemand war da!“

Keiner von 83 Zeugen, auch keiner der beteiligten Kollegen von Kurras, hörte einen Warnschuss, sah Messer, ein Handgemenge und Kurras am Boden liegend. Keiner der Festgenommenen hatte Messer oder andere Waffen bei sich gehabt. Eine Spurensicherung am Tatort hatte nicht stattgefunden; das Pistolenmagazin von Kurras war sofort ausgetauscht worden. Ein zweites Projektil und eine Hülse blieben unauffindbar. Auch das herausgesägte Schädelstück blieb verschwunden. Während Polizeichef Erich Duensing behauptete, Kurras habe bei seiner Ankunft im Präsidium ausgesehen wie „zweimal durch den Dreck gewälzt“, sagte der Abteilungsleiter Alfred Eitzner aus, er habe gegen 23:00 Uhr am Anzug von Kurras weder Blut noch Grasflecken bemerkt. Kurras hatte seine Dienstkleidung noch am Abend des 2. Juni 1967 in eine Reinigung gebracht.
Nur die Ehefrau eines Polizisten, die im Haus über dem Innenhof wohnte, bestätigte die Tathergangsversion des Angeklagten. Sie meldete sich erst kurz vor Prozessende und behauptete, sie sei bei der Vernehmung nicht nach ihren Beobachtungen auf dem Hof gefragt worden. Der Vernehmungsbeamte bestritt dies. Die Aussage eines neunjährigen Jungen wurde als unglaubwürdig eingestuft: Er hatte den Todesschuss vom Küchenfenster seiner Wohnung aus beobachtet und konnte Kurras und Ohnesorg eindeutig an ihrer Kleidung identifizieren. Er sah weder Messer noch einen Kampf zwischen Kurras und Studenten. Auch das Tonband eines Journalisten, auf dem nur ein Schuss zu hören war, wurde nicht als Beweismittel zugelassen; der Befehlsgeber an Kurras wurde nicht ermittelt. Einen psychologischen Test verweigerte Kurras. Die Gutachterin konnte daher nichts Sicheres über eine „potenziell aggressive Verhaltensweise“ des Angeklagten feststellen.
Am 21. November 1967 sprach ihn die 14. Große Strafkammer des Landgerichts Moabit frei. In der Urteilsbegründung stellte Richter Friedrich Geus fest:

„Die Tötung war eindeutig rechtswidrig.“

Kurras habe objektiv falsch gehandelt. Die Bedingungen für Notwehr, Notstand oder Putativnotwehr, also die Annahme einer Lebensgefahr, hätten nicht vorgelegen. Ohnesorg habe selbst am Boden gelegen:

„Es besteht leider der dringende Verdacht, dass auf Ohnesorg auch dann noch eingeschlagen wurde, als er tödlich getroffen bereits am Boden lag […] Kurras weiß mehr als er sagt, und er hinterlässt den Eindruck, als wenn er in vielen Dingen die Unwahrheit gesagt hat.“

Es sei aber „nicht widerlegbar, dass er sich in einer lebensbedrohlichen Lage glaubte“.
Das Gericht habe „keine Anhaltspunkte für eine vorsätzliche Tötung oder eine beabsichtigte Körperverletzung durch einen gezielten Schuss“ gefunden:

„Es hat sich sogar nicht ausschließen lassen, dass es sich bei dem Abdrücken der Pistole um ein ungesteuertes, nicht vom Willen des Angeklagten beherrschtes Fehlverhalten gehandelt hat.“

Damit folgte der Richter einem psychiatrischen Gutachten, das Kurras bescheinigte, er sei bei der Tat „in seiner Kritik- und Urteilsfähigkeit erheblich eingeschränkt“ gewesen, sodass „ihm ein besonnenes Überlegen und Verarbeiten der Geschehnisse unmöglich war.“
1968 kam es auf Antrag der Staatsanwaltschaft und des Nebenklägers, Ohnesorgs Vater, vertreten durch seinen Anwalt Otto Schily, zur Revisionsverhandlung vor dem Bundesgerichtshof (BGH). Im Oktober 1968 hob der BGH das Urteil wegen unzureichender Beweisaufnahme auf. Die Bundesrichter kritisierten zudem den Polizeieinsatz insgesamt: „Diese Organisation war von vornherein geeignet, Konflikte hervorzurufen.“ Sie hielten Kurras für den ihm befohlenen Einsatz für „besonders ungeeignet“.
1969 begann ein neues Verfahren vor dem Landgericht Berlin. Da sich Horst Mahler, der Anwalt der Witwe Ohnesorgs, weigerte, dort in seiner Robe zu erscheinen, brach der Richter die Verhandlung ab.
Am 20. Oktober 1970 begann vor der 10. Strafkammer des Landgerichts Berlin ein neuer Prozess gegen Kurras. Bei seiner erneuten umfangreichen Beweisaufnahme würdigte das Gericht auch bisher ungenutztes Beweismaterial und stellte fest: Es könne keine Bedrohungssituation durch mit Messern bewaffnete Demonstranten für Kurras gegeben haben. Es fand aber auch keine Anhaltspunkte für eine vorsätzliche Tötung Ohnesorgs. Kurras wurde am 22. Dezember 1970 trotz fortbestehender Zweifel an seiner Darstellung erneut freigesprochen. Der Vorsitzende Richter erklärte ihm zum Abschluss:

„Menschliches Fehlverhalten oder moralische Schuld: Das haben Sie mit sich selbst und dem Herrgott auszumachen und die Last selber zu tragen. Ihnen eine strafrechtliche Schuld nachzuweisen, waren wir nicht in der Lage.“

### Nach dem Freispruch
Kurras war schon 1967 für seinen ersten Prozess vom Polizeidienst suspendiert worden und arbeitete als Wachmann und Kaufhausdetektiv in einem Großhandelsmarkt. Nach Aussagen seiner Frau begann er damals mit überhöhtem Alkoholkonsum. Er wurde wegen unerlaubten Waffenbesitzes zu 400 D-Mark Geldstrafe verurteilt, nachdem eine frühere Verlobte in der ehemaligen gemeinsamen Wohnung eine Kiste mit einer Schusswaffe und 1460 Schuss Munition gefunden und dies angezeigt hatte.
Ab 1971 übernahm die West-Berliner Polizei Kurras in den Innendienst. Er war in der Funkleitzentrale tätig. Im Juli 1971 erhielt er ohne Wissen des Polizeipräsidenten seine Dienstwaffe zurück. Er hatte sie nach eigenen Angaben zurückgefordert, weil er Racheakte der RAF fürchtete, nachdem die Hamburger Polizei die aus seinem Wohnbezirk Berlin-Spandau stammende RAF-Terroristin Petra Schelm erschossen hatte. Die Polizei fand seine Dienstwaffe im August 1971 in seiner Aktentasche, während Kurras betrunken auf einer Parkbank schlief. Zuvor soll er ein neunjähriges Mädchen sexuell belästigt haben; dessen Eltern zogen die Anzeige jedoch zurück.
Im Mai 1977 griff Kurras einen Fotografen, der ihn vor seinem Haus fotografiert hatte, körperlich an, rief Polizeikräfte zu Hilfe und zeigte ihn an. Er zwang wenig später eine tschechische Hauswartsfrau mit vorgehaltener Waffe zur Unterschrift unter eine selbstverfasste, für ihn günstige Zeugenaussage zu dem Vorfall. Diese widerrief die erzwungene Aussage im Prozess gegen den Fotografen. Daraufhin wurde der Polizeibeamte, der dessen Film vor Ort beschlagnahmt hatte, des Meineids überführt und gestand diesen. Der Fotograf wurde freigesprochen, aber auch Kurras blieb straffrei. Die Tschechin beschrieb im ZDF Ende Mai 2009 auch ein früheres Gespräch mit Kurras, in dem dieser den Todesschuss auf Ohnesorg als gezielte Hinrichtung beschrieben und mit „ein Lump weniger“ kommentiert haben soll.
Kurras wurde zum Kriminaloberkommissar befördert und bezog ab 1987 eine Beamtenpension. Er lebte bis zu seinem Tode mit seiner Frau in einer Eigentumswohnung in Berlin-Spandau.

### Reaktionen der westdeutschen Studentenbewegung
Ohnesorgs Erschießung und der Freispruch des Todesschützen mobilisierte bundesweite Proteste der damaligen westdeutschen Studentenbewegung. Dass Fritz Teufel, Mitglied der Kommune I, monatelang inhaftiert wurde, während Kurras nur beurlaubt worden war, empörte viele. Theodor W. Adorno verglich seine Einlassungen in seinem ersten Verfahren mit der Rhetorik von in NS-Prozessen angeklagten NS-Tätern:

„Das klingt, als hätte am 2. Juni eine objektiv höhere Gewalt sich manifestiert und nicht Herr Kurras, zielend oder nicht, auf den Hahn gedrückt. Solche Sprache ist zum Erschrecken ähnlich der, die man in den Prozessen gegen die Quälgeister der Konzentrationslager vernimmt … Der Ausdruck ‚ein Student‘ in seinem Satz erinnert an jenen Gebrauch, der heute noch in Prozessen und in der Öffentlichkeit […] von dem Wort Jude gemacht wird. Man setzt Opfer zu Exemplaren einer Gattung herab.“

Es folgten Demonstrationen und Kampagnen zur Enteignung des Axel-Springer-Verlages, für demokratische Reformen der Hochschulen und der Polizeiausbildung. Ohnesorgs Todestag diente auch später gegründeten Terrorgruppen als Bezugsdatum, so der Bewegung 2. Juni. Zu deren Gründungsmotiven erklärten Ralf Reinders und Ronald Fritzsch:

„Die eigentliche Politisierung kam erst mit der Erschießung Benno Ohnesorgs am 2. Juni 1967. Nach all den Prügeln und Schlägen hatten wir das Gefühl, daß die Bullen auf uns alle geschossen haben. Gegen Prügel konntest du dich ja ein Stück weit wehren. Daß aber einfach jemand abgeknallt wird, ging ein Stück weiter.“

Zu der entsprechenden Namensgebung heißt es weiter:„Alle wußten, was der 2. Juni bedeutet. […] Mit diesem Datum im Namen wird immer darauf hingewiesen, daß sie zuerst geschossen haben!“

### Reaktionen in der DDR
Die DDR-Presse stellte Kurras’ tödlichen Schuss vom 2. Juni 1967 auf Weisung der SED als beabsichtigten Teil einer von der Bundesregierung gedeckten und lange geplanten „Notstandsübung“ der gesamten West-Berliner Polizei dar. Die Halbmonatszeitschrift Forum widmete sich unter dem Titel Ein Schuß – der Freiheit ins Genick im Juli 1967 dem Täter:

„… Kurras hat als Mensch gewiß versagt, nicht aber als Politischer Kriminalpolizeimeister Duensings. […] Als Befehlsempfänger der Notstandsdiktatoren tat er das, was man von ihm erwartet hatte, nämlich der Bürgerkriegsübung mit dem Erschossenen den nötigen psychologischen Nachdruck zu verleihen. Nach dem Konzept des Notstandspogroms mußte Blut fließen. […] In dieser Situation fand Kurras das Format eines vertierten KZ-Mörders. Er ‚überwand den inneren Schweinehund‘ und schoß dem Studenten ins Genick.“

Gemäß den 2009 gefundenen Stasi-Akten reagierte das MfS überrascht auf den tödlichen Schuss seines Agenten und ordnete wenige Tage darauf als Funkspruch an:

„Material sofort vernichten. Vorerst Arbeit einstellen. Betrachten Ereignis als sehr bedauerlichen Unglücksfall.“

Kurras antwortete: „Zum Teil verstanden, alles vernichtet“ und forderte Geld für seine juristische Verteidigung. Das MfS rätselte über die Motive seiner Tat, da ihm anderslautende Zeugenaussagen vom Tatablauf vorlagen:

„Es ist zur Zeit noch schwer zu verstehen, wie dieser GM eine solche Handlung, auch wenn im Affekt oder durch Fahrlässigkeit hervorgerufen, begehen konnte, da sie doch ein Verbrechen darstellt.“

Daraufhin prüfte das MfS am 8. und 9. Juni 1967, ob Kurras „im Auftrage einer feindlichen Dienststelle als Agent Provocateur die Verbindung zum MfS aufnahm“, also ein Doppelagent war. Indizien dafür fand man nicht. In einem internen Vermerk vom 8. Juni 1967 heißt es, man habe seine „charakterliche Schwäche“ für Schusswaffen gekannt, aber unterschätzt. Am 9. Juni 1967 nannten MfS-Mitarbeiter Kurras „Mörder“ und „Verbrecher“. Am selben Tag wurde entschieden:

„Die Verbindung zum GM wird vorläufig abgebrochen.“

Fortan wurden keine Beitragsmarken mehr in Kurras’ SED-Mitgliedsbuch geklebt. Ein Parteiverfahren, eine Rüge oder Strafe seitens der SED erfolgten nicht. Helmut Müller-Enbergs und Cornelia Jabs, die Entdecker der Kurras-Akten, kommentieren diesen Befund so:

„Dabei bedurfte es nicht viel, um aus der SED ausgeschlossen zu werden. Die Erschießung Benno Ohnesorgs durch den Genossen Kurras bot scheinbar keinen hinreichenden Anlass.“

Weitere IM-Berichte von Kurras enthält die Akte nicht, die „bis in das Frühjahr 1967 überwiegend vorbildlich geführt, danach aber erkennbar ausgedünnt wurde“. Für eine offizielle Beendung seines Spähauftrags fehlt ein sonst üblicher Abschlussbericht.
Am 9. November 1967 verhörte das MfS einen in Ost-Berlin festgenommenen West-Berliner, der sich in Untersuchungshaft als Augenzeuge der Erschießung Ohnesorgs darstellte. Er habe auch bei der West-Berliner Kriminalpolizei ausgesagt, dass „die Studenten den Kriminalbeamten nicht körperlich bedroht hätten und dieser nicht in unmittelbarer Bedrängnis seine Pistole gezogen und auf die Gruppe von 20 Studenten im Hinterhof“ geschossen habe. Etwa 14 Tage danach habe man ihn in West-Berlin mit dem Vorwurf der Verleumdung inhaftiert und angeboten, den Vorwurf fallen zu lassen, falls er seine Aussage zurückziehe. Dies habe er getan. Da der Zeuge den genauen Ort und Zeitpunkt des Todesschusses nicht oder falsch angab, beurteilten die MfS-Vernehmer seine Aussage als nicht verwertbar, leiteten sie aber direkt an Bruno Beater, den ersten Stellvertreter von Erich Mielke, weiter. Eine Reaktion von Beater ist in dem vierseitigen Protokoll des Vorgangs nicht dokumentiert.
Das MfS besaß über 500 Seiten der Unterlagen aus dem ersten Prozess gegen Kurras vom November 1967, darunter eine Kopie der Anklageschrift des damaligen West-Berliner Generalstaatsanwalts Hans Günther vom 10. Juli 1967. Sie stammte aus seinem Büro und fiel den DDR-Grenzbehörden bei einer Transitkontrolle eines seiner Mitarbeiter am 6. August 1967 in die Hände.
Nach dem 2. Juni 1967 ist nur noch ein Treffen von Kurras mit seinem früheren Führungsoffizier belegt: Am 24. März 1976 bot er Eiserbeck erneut an, West-Berliner Interna weiterzugeben. Dieser befürwortete dies vorbehaltlich einer Zustimmung des MfS; diese ist in den aufgefundenen Akten nicht dokumentiert. Kurras versuchte sein am 2. Juni 1967 gezeigtes Verhalten laut Gesprächsprotokoll wie folgt zu erklären:

„Die Situation wurde zu einer reinen Existenzfrage, zu der Frage, ob Leben oder Tod. Aus diesem Grunde hat er so gehandelt. Sein Leben war durch das Angreifen der Radikalen mit einem offenen Messer gefährdet. Der Kurras sagte sinngemäß, daß er sich nichts vorzuwerfen hatte und nichts bereut. […] Seine Darlegungen zum bekannten Vorkommnis trug er sehr impulsiv vor. Aus der Art und Weise seiner Bemerkungen kann geschlußfolgert werden, daß der Kurras von der Richtigkeit seiner Handlungsweise überzeugt ist, kein Mitleid in irgendeiner Form hat und die Handlungen der anderen beteiligten Personen verurteilt.“

Kurras stellte die Situation dem MfS gegenüber also ebenso als Notwehr dar wie in seinen Strafprozessen.
Eine 1987 angelegte, 1989 abgeschlossene sechsseitige Akte des MfS mit dem Titel „Vorstoß“ enthält Klarnamen, Geburtsdatum und Registriernummer von Kurras. Danach hatte Gerhard Neiber, der Stellvertreter von Erich Mielke, am 11. Dezember 1987 „aus operativen Gründen/Interesse“ einen „Sicherungsvorgang“ angeordnet. Im Februar 1989 übergab Neiber diesen Vorgang dem früheren Führungsoffizier Werner Eiserbeck. Dieser versuchte am 29. November 1989, die Akte mit dem Vermerk „Wegfall der operativen Gründe“ vernichten zu lassen. Welcher Art diese waren, ist unklar: Kurras war 1987 pensioniert worden und aus dem West-Berliner Polizeidienst ausgeschieden.

### Entdeckung und Bewertung der Stasi-Akten
Schon 2003 hatte eine Doktorandin bei ihren Recherchen die Akte von Kurras als Material für ihre Dissertation vom Bundesbeauftragten für Stasi-Unterlagen (BStU) angefordert, diese Arbeit dann jedoch eingestellt. Ende April 2009 entdeckte Cornelia Jabs, Historikerin und Mitarbeiterin des BStU, bei der Recherche für eine Untersuchung zum Wissen des MfS über Todesfälle an der Berliner Mauer die IM-Akten zu Kurras, die ausschließlich über die BStU-interne Datenbank SAE (Sachaktenerschließung) über mehrere Schlagwörter auffindbar war.
Unbekannte Mitarbeiter der Birthlerbehörde machten Auszüge ihres für Ende Mai zur Veröffentlichung vorgesehenen Berichts darüber vorzeitig am 21. Mai 2009 den Medien zugänglich. Dies löste eine neue Debatte um die Hintergründe der Erschießung Ohnesorgs und um die Geschichtsschreibung zur westdeutschen Studentenbewegung aus. Am 28. Mai 2009 erschien der Originalbericht in der Zeitschrift Deutschland Archiv. Am 6. Juni 2009 veröffentlichte die BStU weitere MfS-Dokumente.
Cornelia Jabs und Helmut Müller-Enbergs sagten aus, die Personenkartei von Kurras (nach dem Formular F16-Kartei genannt) habe im BStU nicht mehr vorgelegen. Dem widersprach die damalige Bundesbeauftragte Marianne Birthler: Die entsprechende Karteikarte sei 1967 vom MfS entfernt, 1987 nach Kurras’ Pensionierung aber wieder in die F16 eingestellt worden. Kurras sei also 2009 problemlos personenbezogen recherchierbar gewesen.
Den Entdeckern zufolge fehlt in den gefundenen Dokumenten jeder Hinweis auf einen Tötungs- oder Eskalationsauftrag des MfS an Kurras, etwa um West-Berlin zu destabilisieren. Dieser sei unwahrscheinlich, da das MfS sich selbst überrascht zeigte und damit einen wertvollen Mitarbeiter verlor.
2007 hatte Kurras im Gespräch mit Uwe Soukup erklärt: Heutige Polizisten würden viel zu selten von der Schusswaffe Gebrauch machen. Ihn hätte man damals allenfalls einmal, nicht mehrmals schlagen können: „Dann ist der Junge aber vom Fenster. Fehler? Ich hätte hinhalten sollen, dass die Fetzen geflogen wären, nicht nur einmal; fünf, sechs Mal hätte ich hinhalten sollen. Wer mich angreift, wird vernichtet. Aus. Feierabend. So is’ das zu sehen.“
Otto Schily ging 2009 deshalb davon aus, dass Kurras in seinem Prozess 1967 mit der behaupteten Notwehr bzw. dem versehentlichen Schuss gelogen hatte. Schily ging nicht von einem Mordauftrag des MfS aus, vermutete aber einen indirekten Einfluss auf das Verhalten von Kurras am 2. Juni 1967:

„Die entscheidende Frage für mich ist, ob sich der Polizeibeamte Kurras aufgrund seiner Stasi-Verpflichtungen in dieser Krisensituation anders verhalten hat, als er es sonst getan hätte.“

Schily nahm an, dass dessen West-Berliner Polizeikollegen die Ermittlungen gezielt behinderten und sich verabredeten, um entlastend für Kurras auszusagen:

„Man muss schon fragen, ob das Verschwinden der Beweismittel und die merkwürdigen Zeugenaussagen anderer Polizisten alles Zufälle waren. Wenn die Polizei gewusst hätte, was es mit diesem Herrn auf sich hatte, hätte sie den Fall ganz anders angepackt.“

Hans-Christian Ströbele, 1967 Mitarbeiter im Anwaltsbüro Horst Mahlers, forderte am 23. Mai 2009, mögliche Einflüsse des MfS auf die Entscheidungsträger in der West-Berliner Polizei und Politik und so auf die Strafverfahren gegen Kurras zu untersuchen:

„War die Stasi auch in die Verhinderung der Aufklärung verwickelt? Wie kam es zu den ganzen Falschmeldungen? […] Die Stasi hätte doch kein Interesse daran gehabt, dass Kurras verurteilt wird und dann möglicherweise alles offenbart.“

Der Politologe Wolfgang Kraushaar wies am 23. Mai 2009 auf SED-Versuche hin, die Studentenbewegung zu instrumentalisieren und zu lenken. Er vermutete, dass Kurras dabei eine Rolle gespielt haben könnte. Zugleich warnte er vor Spekulationen: Auch nach den Aktenfunden seien Tätermotive und Tathergang ungeklärt. Ob „Teile einer Schlüsselgeschichte der alten Bundesrepublik umgeschrieben werden müssten“, lasse sich daraus nicht beantworten.
Der damalige Stellvertreter des Leiters der Bezirksverwaltung Berlin des MfS Wolfgang Schwanitz antwortete am 6. Juni 2009 auf die Frage nach einem Tötungsauftrag des MfS an Kurras: „Ich kenne keinen Befehl des Ministers, der gegen die DDR-Gesetze und gegen das Statut des MfS verstoßen hätte. Mord und andere Gewaltverbrechen sahen diese nicht vor.“
Stern-Redakteur Hans-Ulrich Jörges schrieb am 4. Juni 2009: Die Stasi-Akten verlangten eine „Neubewertung von drei Jahrzehnten deutscher Geschichte, der Geschichte der 68er Bewegung und ihrer terroristischen Abirrungen“. Die antiautoritäre Protestbewegung wäre weitergegangen, aber anders verlaufen: Es wäre nicht zu 60 Morden deutscher Terroristen und Anti-Terror-Gesetzen gekommen, die auf Ohnesorgs Erschießung folgten. Kurras habe wahrscheinlich keinen Mordauftrag erhalten und nicht von sich aus im DDR-Interesse geschossen, um die Lage in West-Berlin zu eskalieren, sondern aus „persönlichem Hass auf die protestierenden Studenten“. Dafür spreche seine Aussage von 2007. Als „autoritärer Charakter, linksfaschistisch im Denken, Reden und Handeln wie Stasi-Chef Erich Mielke, geradezu modellhaft täterdeutsch“ habe er die „Gelegenheit ergriffen, seine Waffe einmal gegen einen ‚Randalierer‘ einzusetzen. Ihn zu erledigen, wie nach einem Handbuch der SS, per Kopfschuss von hinten.“

### Neue Ermittlungen und Maßnahmen
Nach Bekanntwerden seiner IM-Tätigkeit 2009 wurden mehrere Strafanzeigen gegen Kurras gestellt. Carl-Wolfgang Holzapfel, der stellvertretende Bundesvorsitzende der Vereinigung der Opfer des Stalinismus, zum Beispiel zeigte ihn am 21. Mai 2009 wegen Mordes an; Rainer Wagner, Vorsitzender der Union der Opferverbände Kommunistischer Gewaltherrschaft, wegen Spionage.
Am 24. Mai 2009 räumte Kurras seine SED-Mitgliedschaft und indirekt auch seine Tätigkeit als IM des MfS, nicht aber einen Mordauftrag ein: „Was macht das schon, das ändert nichts.“
Nach Ankündigung durch Berlins Innensenator Ehrhart Körting (SPD) am 25. Mai 2009 zog die Berliner Polizei am 27. Mai 2009 die angeblich einzige Pistole ein, die Kurras besaß. Bei einer Durchsuchung seines Hauses am 12. Juni 2009 fand man noch einen Revolver Smith & Wesson Kaliber 38 special mit 171 zugehörigen Patronen. Am 13. November 2009 verurteilte das Amtsgericht Berlin-Tiergarten Kurras wegen illegalem Besitz dieses Revolvers, Munition und eines Totschlägers zu sechs Monaten Freiheitsstrafe mit zweijähriger Bewährungsfrist. Sein Verteidiger Mirko Röder kündigte einen Berufungsantrag an.
Der Senat von Berlin ließ prüfen, ob man Kurras' Pension nach dem Beamtenrecht aberkennen konnte. Die Berliner Staatsanwaltschaft forderte dazu die im Landesarchiv befindlichen Ermittlungsakten an. Die Bundesanwaltschaft prüfte anhand der Stasi-Akten, ob ein Anfangsverdacht wegen Mord gegen Kurras vorlag. Sie ließ dazu einen der 17 Aktenordner vorläufig sperren. In einem weiteren Verfahren ermittelte die Bundesanwaltschaft wegen Verdachts auf Landesverrat gegen Kurras.
Bis Ende Juli 2011 gab die Bundesanwaltschaft ihre Ermittlungsergebnisse bekannt: Danach erschoss Kurras Ohnesorg wahrscheinlich unbedrängt und vorsätzlich. Darauf verwiesen mit neuen hochauflösenden Methoden überprüfte damalige Fotografien und Filme und erneut befragte Zeugen, deren Aussagen in den früheren Strafprozessen gegen Kurras unberücksichtigt geblieben waren.
Die Berliner Staatsanwaltschaft stellte das Ermittlungsverfahren gegen Kurras Anfang November 2011 jedoch ergebnislos ein: Es gebe keine Beweise für einen Mordauftrag des MfS, da in der Hauptverwaltung Aufklärung des DDR-Ministeriums für Staatssicherheit vor der Wiedervereinigung nahezu das gesamte Aktenmaterial vernichtet worden sei. Es gebe auch zu wenige Anhaltspunkte für eine Unterdrückung oder Manipulation von Beweisen für eine vorsätzliche oder fahrlässige Tötung in seinen früheren Prozessen. Darum fehlten die rechtlichen Voraussetzungen für eine Wiederaufnahme des Verfahrens.
Die Bundesanwaltschaft setzte ihre Ermittlungen wegen des Verdachts auf Landesverrat jedoch fort. In der Vernehmung dazu behauptete Kurras tatsachenwidrig, nicht nur der MfS-Chef Mischa Wolf, sondern auch Herbert Wehner habe ihn als Agenten angeworben. Das Verfahren endete mit Kurras’ Tod im Alter von 87 Jahren im Dezember 2014.
Bis Januar 2012 fand die Bundesanwaltschaft neue Indizien für eine gezielte Erschießung Ohnesorgs und deren Vertuschung durch die damalige West-Berliner Polizei: Auf einem bisher unbekannten Film des SFB sei Kurras im Umriss mit einer Pistole in der Hand zu sehen, der sich Sekunden vor dem Schuss unbedrängt auf Ohnesorg zubewege. Eine Fotografie zeige Kurras beim Schuss mit der rechten Hand, gestützt auf einen Polizeikollegen, der nie befragt worden sei. Eine weitere Fotografie zeige Kurras und den Einsatzleiter Helmut Starke, der Kurras erst nach dem Todesschuss bemerkt zu haben behauptete.